# Megabalanus zebra
Megabalanus zebra is een zeepokkensoort uit de familie van de Balanidae. De wetenschappelijke naam van de soort is voor het eerst geldig gepubliceerd in 2003 door Russell et al..